# Plainfeld
Plainfeld é um município da Áustria, situado no distrito de Salzburg-Umgebung, no estado de Salzburgo. Tem 5,24 km² de área e sua população em 2019 foi estimada em 1.257 habitantes.